# Campeonato Europeu de Futebol de 2020 – Grupo F
O grupo F do Campeonato Europeu de Futebol de 2020, décima sexta edição desta competição organizada quadrienalmente pela União das Federações Europeias de Futebol (UEFA), reunirá as seleções da Hungria, Portugal, França e Alemanha. Os componentes deste grupo foram definidos por sorteio realizado em 30 de novembro de 2019 no Romexpo, Bucareste.

## Equipes
Em negrito estão as edições em que a seleção foi campeã em em itálico estão as edições em que a seleção foi anfitriã.
| #  | País        | Método de qualificação            | Data de qualificação   | Participações                                                               |
| -- | ----------- | --------------------------------- | ---------------------- | --------------------------------------------------------------------------- |
| F1 | Hungria     | Vencedor do Caminho A do Play-off | 12 de novembro de 2020 | 03 (1964, 1972, 2016)                                                       |
| F2 | Portugal    | Grupo B (vice-campeã)             | 17 de novembro de 2019 | 07 (1984, 1996, 2000, 2004, 2008, 2012, 2016)                               |
| F3 | França      | Grupo H (campeã)                  | 14 de novembro de 2019 | 09 (1960, 1984, 1992, 1996, 2000, 2004, 2008, 2012, 2016)                   |
| F4 | Alemanha[a] | Grupo C (campeã)                  | 16 de novembro de 2019 | 12 (1972, 1976, 1980, 1984, 1988, 1992, 1996, 2000, 2004, 2008, 2012, 2016) |

Notas
- [a]: A Alemanha competiu no período de 1972-88 como Alemanha Ocidental.

## Estádios
Os jogos do grupo F serão disputados nos estádios localizados nas cidades de Budapeste e Munique.
| Puskás Aréna       | Allianz Arena      |
| Capacidade: 67.215 | Capacidade: 75.000 |
|                    |                    |
| F1, F3, F5         | F2, F4, F6         |

## Classificação
| Pos | Equipe       | Pts | J | V | E | D | GP | GC | SG | Classificado          |
| --- | ------------ | --- | - | - | - | - | -- | -- | -- | --------------------- |
| 1   | França       | 5   | 3 | 1 | 2 | 0 | 4  | 3  | +1 | Equipes classificadas |
| 2   | Alemanha (H) | 4   | 3 | 1 | 1 | 1 | 6  | 5  | +1 | Equipes classificadas |
| 3   | Portugal     | 4   | 3 | 1 | 1 | 1 | 7  | 6  | +1 | Equipes classificadas |
| 4   | Hungria (H)  | 2   | 3 | 0 | 2 | 1 | 3  | 6  | −3 | Eliminado             |

1. 1 2  Resultado confronto direto: Portugal 2–4 Alemanha.

A Alemanha passou em segundo lugar devido ao primeiro critério de desempate que foi a vantagem no confronto direto.

## Jogos

### Primeira rodada

#### Hungria vs Portugal
| 15 de junho de 2021 | Hungria | 0 – 3     | Portugal                                 | Puskás Aréna, Budapeste                   |
| 18:00 (UTC+2)       |         | Relatório | Guerreiro 84' · Ronaldo 87' (pen), 90+2' | Público: 55 662 Árbitro: TUR Cüneyt Çakır |

| Hungary | Portugal |

| GK             | 1  | Péter Gulácsi       |     |       |
| CB             | 21 | Endre Botka         |     |       |
| CB             | 6  | Willi Orbán         | 86' |       |
| CB             | 4  | Attila Szalai       |     |       |
| DM             | 8  | Ádám Nagy           |     | 90+5' |
| RM             | 14 | Gergő Lovrencsics   |     |       |
| CM             | 15 | László Kleinheisler |     | 78'   |
| CM             | 13 | András Schäfer      |     | 65'   |
| LM             | 5  | Attila Fiola        |     | 88'   |
| CF             | 9  | Ádám Szalai (c)     |     |       |
| CF             | 20 | Roland Sallai       |     | 77'   |
| Substitutions: |    |                     |     |       |
| DF             | 7  | Loïc Négo           | 80' | 65'   |
| FW             | 24 | Szabolcs Schön      |     | 77'   |
| MF             | 18 | Dávid Sigér         |     | 78'   |
| MF             | 19 | Kevin Varga         |     | 88'   |
| MF             | 17 | Roland Varga        |     | 90+5' |
| Manager:       |    |                     |     |       |
| Rossi          |    |                     |     |       |

| GK              | 1  | Rui Patrício          |     |     |
| RB              | 2  | Nélson Semedo         |     |     |
| CB              | 4  | Rúben Dias            | 38' |     |
| CB              | 3  | Pepe                  |     |     |
| LB              | 5  | Raphaël Guerreiro     |     |     |
| CM              | 13 | Danilo                |     |     |
| CM              | 14 | William Carvalho      |     | 81' |
| CM              | 11 | Bruno Fernandes       |     | 89' |
| RF              | 7  | Cristiano Ronaldo (c) |     |     |
| CF              | 21 | Diogo Jota            |     | 81' |
| LF              | 10 | Bernardo Silva        |     | 71' |
| Substitutions:  |    |                       |     |     |
| FW              | 15 | Rafa                  |     | 71' |
| MF              | 16 | Renato Sanches        |     | 81' |
| FW              | 9  | André Silva           |     | 81' |
| MF              | 8  | João Moutinho         |     | 89' |
| Manager:        |    |                       |     |     |
| Fernando Santos |    |                       |     |     |

| Man of the Match: Cristiano Ronaldo (Portugal) Assistant referees: Bahattin Duran (Turquia) Tarık Ongun (Turquia) Fourth official: Sandro Schärer (Suiça) Reserve assistant referee: Stéphane De Almeida (Suiça) Video assistant referee: Massimiliano Irrati (Italia) Assistant video assistant referees: Paolo Valeri (Italia) Filippo Meli (Italia) Paweł Gil (Polônia) |

#### França vs Alemanha
| 15 de junho de 2021 | França             | 1 – 0     | Alemanha | Allianz Arena, Munique                               |
| 21:00 (UTC+2)       | Hummels 20' (g.c.) | Relatório |          | Público: 13 000 Árbitro: ESP Carlos del Cerro Grande |

### Segunda rodada

#### Hungria vs França
| 19 de junho de 2021 | Hungria     | 1 – 1     | França        | Puskás Aréna, Budapeste                     |
| 15:00 (UTC+2)       | Fiola 45+2' | Relatório | Griezmann 66' | Público: 55 998 Árbitro: ENG Michael Oliver |

#### Portugal vs Alemanha
| 19 de junho de 2021 | Portugal                     | 2 – 4     | Alemanha                                                                | Allianz Arena, Munique                      |
| 18:00 (UTC+2)       | Ronaldo 15' · Diogo Jota 67' | Relatório | Rúben Dias 35' (g.c.) · Guerreiro 39' (g.c.) · Havertz 51' · Gosens 60' | Público: 12 926 Árbitro: ENG Anthony Taylor |

| Portugal | Germany |

| GK              | 1  | Rui Patrício          |  |     |
| RB              | 2  | Nélson Semedo         |  |     |
| CB              | 4  | Rúben Dias            |  |     |
| CB              | 3  | Pepe                  |  |     |
| LB              | 5  | Raphaël Guerreiro     |  |     |
| CM              | 14 | William Carvalho      |  | 58' |
| CM              | 13 | Danilo Pereira        |  |     |
| RW              | 10 | Bernardo Silva        |  | 46' |
| AM              | 11 | Bruno Fernandes       |  | 64' |
| LW              | 21 | Diogo Jota            |  | 83' |
| CF              | 7  | Cristiano Ronaldo (c) |  |     |
| Substitutions:  |    |                       |  |     |
| MF              | 16 | Renato Sanches        |  | 46' |
| FW              | 15 | Rafa Silva            |  | 58' |
| MF              | 8  | João Moutinho         |  | 64' |
| FW              | 9  | André Silva           |  | 83' |
| Manager:        |    |                       |  |     |
| Fernando Santos |    |                       |  |     |

| GK             | 1  | Manuel Neuer (c)   |     |     |
| CB             | 4  | Matthias Ginter    | 77' |     |
| CB             | 5  | Mats Hummels       |     | 62' |
| CB             | 2  | Antonio Rüdiger    |     |     |
| RM             | 6  | Joshua Kimmich     |     |     |
| CM             | 21 | İlkay Gündoğan     |     | 73' |
| CM             | 8  | Toni Kroos         |     |     |
| LM             | 20 | Robin Gosens       |     | 62' |
| RW             | 7  | Kai Havertz        | 66' | 73' |
| LW             | 25 | Thomas Müller      |     |     |
| CF             | 10 | Serge Gnabry       |     | 87' |
| Substitutions: |    |                    |     |     |
| DF             | 3  | Marcel Halstenberg |     | 62' |
| DF             | 23 | Emre Can           |     | 62' |
| MF             | 18 | Leon Goretzka      |     | 73' |
| DF             | 15 | Niklas Süle        |     | 73' |
| MF             | 19 | Leroy Sané         |     | 87' |
| Manager:       |    |                    |     |     |
| Joachim Löw    |    |                    |     |     |

| Man of the Match: Robin Gosens (Germany) Assistant referees: Gary Beswick (England) Adam Nunn (England) Fourth official: Srđan Jovanović (Serbia) Reserve assistant referee: Uroš Stojković (Serbia) Video assistant referee: Stuart Attwell (England) Assistant video assistant referees: Juan Martínez Munuera (Spain) Íñigo Prieto López de Cerain (Spain) Alejandro Hernández Hernández (Spain) |

### Terceira rodada

#### Portugal vs França
| 23 de junho de 2021 | Portugal                     | 2 – 2     | França                   | Puskás Aréna, Budapeste          |
| 21:00 (UTC+2)       | Ronaldo 30' (pen), 60' (pen) | Relatório | Benzema 45+2' (pen), 47' | Árbitro: ESP Antonio Mateu Lahoz |

| Portugal | France |

| GK              | 1  | Rui Patrício          |
| RB              | 25 | Nuno Mendes           |
| CB              | 4  | Rúben Dias            |
| CB              | 3  | Pepe                  |
| LB              | 21 | Diogo Jota            |
| CM              | 6  | José Fonte            |
| CM              | 13 | Danilo Pereira        |
| CM              | 12 | Anthony Lopes         |
| RF              | 7  | Cristiano Ronaldo (c) |
| CF              | 10 | Bernardo Silva        |
| LF              | 19 | Pedro Gonçalves       |
| Manager:        |    |                       |
| Fernando Santos |    |                       |

| GK               | 1  | Hugo Lloris (c)   |
| RB               | 2  | Benjamin Pavard   |
| CB               | 4  | Raphaël Varane    |
| CB               | 3  | Presnel Kimpembe  |
| LB               | 5  | Clément Lenglet   |
| CM               | 8  | Thomas Lemar      |
| CM               | 13 | N'Golo Kanté      |
| RW               | 16 | Corentin Tolisso  |
| AM               | 10 | Kylian Mbappé     |
| LW               | 7  | Antoine Griezmann |
| CF               | 21 | Karim Benzema     |
| Manager:         |    |                   |
| Didier Deschamps |    |                   |

| Assistant referees: ESP Pau Cebrián Devís ESP Roberto Díaz Pérez del Palomar Fourth official: ROM Ovidiu Hațegan Reserve assistant referee: ROM Sebastian Gheorghe Video assistant referee: ESP Alejandro Hernández Hernández Assistant video assistant referees: ESP José María Sánchez Martínez ESP Íñigo Prieto López de Cerain ESP Juan Martínez Munuera |

#### Alemanha vs Hungria
| 23 de junho de 2021 | Alemanha                   | 2 – 2     | Hungria                  | Allianz Arena, Munique      |
| 21:00 (UTC+2)       | Havertz 66' · Goretzka 84' | Relatório | Szalai 11' · Schäfer 68' | Árbitro: RUS Sergei Karasev |